# De zonnemachine
Sonjatsjna masjyna (Oekraïens: Сонячна машина, vertaling: "De zonnemachine") is een boek van de Oekraïense schrijver en staatsman Volodymyr Vynnytsjenko, dat geldt als de eerste Oekraïense sciencefictionroman en een van de belangrijkere werken binnen de Oekraïense literatuur. Sommige literatuurcritici omschrijven het als een utopische roman, anderen als een dystopische, weer anderen ontkennen het utopische karakter ervan volledig. Vynnytsjenko hoopte met dit boek de Nobelprijs voor Literatuur in de wacht te slepen.
Het boek werd met enkele onderbrekingen vooral in Berlijn geschreven gedurende de jaren 1921-1925 (andere bronnen vermelden de jaartallen 1922-1924). Het werd een ongekend succes onder studenten en intellectuelen; in de periode van 1928 tot 1930 verschenen er drie herdrukken. Ook door toenmalige critici, zoals Oleksandr Biletsky en Mykola Zerov, werd het boek doorgaans positief ontvangen, onder meer vanwege de scherpte van de plot, de dynamiek van het verhaal, de cinematografische elementen en de wijze waarop maatschappelijke tendensen waren beschreven. 
De Sovjetoverheid was minder over het werk te spreken vanwege het ontbreken van een positieve weergave van de socialistische realiteit en sociale kwesties in het algemeen. Tussen 1930 en 1989 werd het niet meer uitgegeven in Oekraïne en vanaf 1933 was het werk van Vynnytsjenko in de Sovjet-Unie verboden.
In de eerste uitgave van het boek uit 1928 stond nog de opdracht: "Opgedragen aan mijn zonnige Oekraïne" (Oekraïens: "Присвячую моїй сонячній Україні"). In latere edities werd deze echter weggelaten, om pas in 1989 te worden "gerehabiliteerd".

## Samenvatting
De failliete prins Albrecht komt op audiëntie bij Friedrich Mertens, president van de United Bank en tevens koning van Duitsland. Mertens had met zijn geld alles in het land opgekocht, inclusief de regering en het parlement, banken en bedrijven, de politie en de pers. Hij biedt de prins uitstel bij het aflossen van diens lening aan, onder voorwaarde dat hij mag trouwens met Albrechts dochter, prinses Eliza. De oude prins weigert dit en om te voorkomen dat zijn familie in ongenade valt, laat hij zijn vliegtuig crashen. Toch stemt Eliza ermee in om met Mertens te trouwen, zodat ze later wraak kan nemen. 
Eliza verhuist naar het landgoed van graaf Von Ellenberg, alwaar ze kennismaakt met diens zoon Adolf en dochters Frida en Truda. Op het landgoed woont ook de uitvinder en zoon van een lakei Rudolf Stohr, die van de graaf als dank voor het redden van Adolf een goede opleiding had gekregen. Verder is het het landgoed de ontmoetingsplaats van een organisatie, de Internationale Avantgarde van Revolutionaire Actie (INARAC), en  om zich op Mertens te wreken zweert Eliza hen trouw. Rudolf heeft ook een broer genaamd Max, die lid is van deze organisatie. Hij probeert Rudolf te rekruteren, aangezien hij diens uitvinding nutteloos vindt. Wanneer plotseling Eliza's familiesymbool, een kroon, spoorloos verdwijnt, verdenken de bewoners van het landgoed elkaar van diefstal en komen de rechercheurs Fritz en Thiele om de zaak te onderzoeken.
Rudolf heeft een oogje op het dienstmeisje Mitzi, maar verwart haar in het donker met Eliza. Ze worden verliefd op elkaar, maar de prinses blijft vastbesloten om wraak te nemen. Ze vertelt Mertens dat ze erin toestemt met hem te trouwen, onder voorwaarde dat hij de verdwenen kroon vindt. Mertens wordt koning van de wereld en meent dat de kroon moet zijn gestolen door leden van INARAC om zijn absolute wereldheerschappij te dwarsbomen. Een verrader binnen INARAC, Rinkel, eist een enorm bedrag voor zijn diensten. Mertens stemt schoorvoetend toe, terwijl INARAC voorbereidingen treft om de verrader en Mertens zelf om het leven te brengen. Het plan mislukt, maar door de verspreiding van pamfletten tegen de United Bank kelderen de aandelen. Om de aandacht van het volk af te leiden, kondigt Mertens op voorhand zijn huwelijk aan.
Ondertussen werkt Rudolf Stohr verder aan zijn mysterieuze uitvinding. Hij is ervan overtuigd dat de mens te lijden heeft onder de behoefte aan voedsel en pas echt vrij zal zijn wanneer hij rechtstreeks door zonnestralen wordt gevoed. Op zoek naar een manier om dit te bereiken, ontdekt hij het mineraal helioniet, dat onder invloed van licht alle organische stoffen kan omzetten in een voedingsstof: "zonnebrood". Met behulp van dit mineraal wordt er een "zonnemachine" gebouwd. Daarin hoeft men slechts gras of bladeren te plaatsen, er zonlicht bij te laten en dit alles met zweet te besproeien om kosteloos voedsel te verkrijgen. Eerst demonstreert Rudolf zijn uitvinding aan de graaf en Eliza, die zijn werk goedkeuren. Dan blijkt echter dat het de uitvinder was die zonder toestemming de kroon had gepakt, omdat er een diamant in zat die hij nodig had. De graaf vergeeft Stohr, maar is wel bevreesd voor de gevolgen als de "zonnemachine" zou worden verspreid, en verbiedt Rudolf daarom het landgoed te verlaten. Deze weet desondanks te ontsnappen, met achterlating van een nep-"zonnemachine". Er wordt een commissie bijeengeroepen, die concludeert dat Rudolf een oplichter is of een gek die in zijn eigen genialiteit gelooft, maar Eliza gelooft dit niet.
INARAC raakt geïnteresseerd in de "zonnemachine", verspreidt de uitvinding over de hele wereld en bevrijdt zo de mensheid van de onderdrukking door kapitalisten. Omdat de mensen niet meer hoeven te werken voor een stuk brood, hangen de fabrieksarbeiders hun werk aan de wilgen. Bovendien veroorzaakt het "zonnebrood" een gevoel van euforie. Wat aanvankelijk een zegen lijkt, leidt al spoedig tot het instorten van de beschaving: bij gebrek aan werknemers vallen elektriciteitscentrales, waterleidingen en communicatiesystemen stil. Er breken gevechten uit om de overgebleven bezittingen van de vroegere uitbuiters en ook tegen diegenen die het "zonnebrood" niet accepteren. Mertens maakt zich klaar om Berlijn te zuiveren van de opstandelingen, maar intussen rukken er vijanden op naar Duitsland. Mertens ziet in dat alle hoop op een verdere ontwikkeling van de mensheid, inmiddels gereduceerd tot een dierlijke staat, is vervlogen en sluit zich aan bij Stohr met het idee dat vrijwillige arbeid noodzakelijk is.
Op basis van berekeningen van Mertens richt Stohr de Vrije Unie van Creatieve Arbeid op, die het leven in de steden herstelt. Na de winter krijgen de mensen weer zin om te gaan werken, maar ditmaal vrijwillig en niet onder dwang. Stohr keert terug naar het landgoed en wordt herenigd met Eliza. Hij leidt een aanval op het paleis van de Legerraad, die Berlijn met gifgas wil gaan zuiveren. Zijn plan slaagt, de voorstanders van de "zonnemachine" winnen en verwelkomen Rudolf.

### Edities
- Винниченко, В.: Соняшна машина ч. 1. New York, 1962 (312 blz.)
- Винниченко, В.К.: Сонячна машина: Роман. Dnjepropetrovsk: Романи й повісті, 1989/6 (619 blz.)
- Винниченко, В.К.: "Сонячна машина. роман", in: В. К. Винниченко. Твори: в 2-х т., deel 2. Dnipro, 2000 (624 blz.)
- Винниченко, В.К.: Сонячна машина, met een voorwoord van О. Hnidan. Kiev: Сакцент плюс, 2005 (640 blz.)

### In het Engels
- Pavlyshyn, Marko: "Artist or moralist? Volodymyr Vynnychenko’s The Solar Machine". In: Australian Slavonic and East European Studies 3.2 (1989), blz. 17-33.
- Smyrniw, W.: Ukrainian Science Fiction Historical and Thematic Perspectives. — Bern: Peter Lang AG, 2013. ISBN 978-3-0343-1323-0. 388 blz.
- Soroka, Mykola: "Displacement and Utopia: Volodymyr Vynnychenko's «Soniachna mashyna»". In: The Slavonic and East European Review vol. 85 nr. 3 (juli 2007), blz. 441-461.

### In het Oekraïens
- Баран, Г.: "Сонячна машина» В. Винниченка у контексті світових утопій і антиутопій". In: Г. Баран: Укр. мова й літ. в серед. школах… 2000 nr. 1, blz. 52-59.
- Білецький, О.: "«Сонячна машина» В. Винниченка". In: Критика, 1928 nr. 2, blz. 31-43.
- Бондаренко, Ю. "«Сонячна машина» В. Винниченка: ідеаційність проти сенситивності: застосування філософсько-історичних підходів до вивчення літератури". In: Диво слово, 2007 nr. 7, blz. 17-22.
- Гриценко, В.: "Батіг, пряник чи мікроб інтересу? (погляд В. Винниченка на владу одних людей над іншими в романі «Сонячна машина»)". In: В. Гриценко, Укр. літ. в загальноосвіт. шк. 2003 nr. 1, blz. 45-49.
- Гурдуз, А.: "Міфологема «Золотого віку» в романах О. Толстого «Гіперболоїд інженера Гаріна» та В. Винниченка «Сонячна машина»". In: А. Гурдуз, М. Бояревич, Всесвіт. літ. та культура в навч. закладах України, 2009 nr. 1, blz. 21-23.
- Дмитренко, Є. В.: «Щоденник» (1911—1925) та роман «Сонячна машина» В. Винниченка: До питання інтертекстуальних зв'язків.
- Ємельянова, Н.М.: "Ольга Кобилянська та Володимир Винниченко: самотні в'язні екзистенційно-жертовного духу", in: Ємельянова, Н.М., Гілея: Збірник наукових праць, nr. 29. Kiev, 2009.[]
- Зеров, М.: «Сонячна машина» як літературний твір. In: Зеров М., Твори в двох томах, deel 2. Dnipro, 1990, blz. 435-457.
- Кучеренко, Л.І., Назаренко І.: Кольоративи як стилістична категорія в мовотворчості В. Винниченка
- Сеник, Л.: Перший український утопійний роман. In: Україна: культурна спадщина, національна свідомість, державність, deel 5. Lviv, 1988, blz. 549-559.
- Сиваченко, Г.: "«Сонячна машина» В. Винниченка і роман-антиутопія ХХ сторіччя". In: Слово і час, 1994 nr. 1, blz. 42-47.
- Фєдченко, П.: "«Треба б наблизитись до найбільшої реальності…» Про «Сонячну машину» В.Винниченка. Kiev, 1989, nr. 1, blz. 157-160.